# Leichtathletik-Länderkampf der Männer 1959 Großbritannien – BR Deutschland
| 3. Leichtathletik-Länderkampf mit bundesdeutscher Beteiligung 1959 | 3. Leichtathletik-Länderkampf mit bundesdeutscher Beteiligung 1959 |               |
| ------------------------------------------------------------------ | ------------------------------------------------------------------ | ------------- |
|                                                                    |                                                                    |               |
| Ländervergleich der Männer: Großbritannien – BR Deutschland        |                                                                    |               |
| Austragungsort                                                     | London                                                             |               |
| Wettbewerbe                                                        | 20                                                                 |               |
| Datum                                                              | 1./2. August 1959                                                  |               |
| 1. FRG 2. GBR                                                      | 117 Punkte 095 Punkte                                              |               |
| Chronik                                                            |                                                                    |               |
| ← FRG-BEL-FRA-ITA-NLD-SUI (M)                                      | GBR-FRG (F) →                                                      | GBR-FRG (F) → |

Im dritten Vergleich des Leichtathletik-Länderkämpfe mit bundesdeutscher Beteiligung 1959 trafen die bundesdeutschen Männer am 1./2. August auf Großbritannien. Gastgeber war die britische Hauptstadt London. In den bisherigen Zusammentreffen hatte Deutschland drei Mal gewonnen, Großbritannien ein Mal. Die britischen und bundesdeutschen Frauen trugen gemeinsam mit den Männern hier in London einen eigenen Vergleich miteinander aus.

## Wettbewerbe und Modus
Auf dem Programm standen wie in den meisten Länderkämpfen inzwischen üblich zwanzig Wettbewerbe. Wie immer bei den Begegnungen zwischen diesen beiden Ländern waren die Längen der Laufstrecken nach dem angelsächsischen Maßsystem nach Yards und Meilen angelegt, wenn der Austragungsort auf der britischen Insel lag.

## Ergebnis
Auf den Laufstrecken verbuchten die britischen Leichtathleten vier Disziplinsiege bei drei Doppelerfolgen. Dagegen standen acht gewonnene Laufwettbewerbe für die Sportler der Bundesrepublik Deutschland, allerdings ohne Doppelerfolg. Die vier Sprungdisziplinen gingen bei zwei Doppelerfolgen allesamt an die Bundesrepublik. Im Bereich Wurf/Stoß gewannen Großbritannien und die Bundesrepublik je zwei Wettbewerbe, für die Bundesrepublik mit zwei Doppelerfolgen, für Großbritannien ohne einen Doppelerfolg. So stand am Ende ein klarer Sieg der bundesdeutschen Leichtathleten mit 117 zu 95 Punkten.

## Resultate

### 100 Yards
| Platz | Athlet            | Land | Zeit (s) |
| ----- | ----------------- | ---- | -------- |
| 1     | Peter Radford     | GBR  | 9,7      |
| 2     | Ronald Jones      | GBR  | 9,7      |
| 3     | Martin Lauer      | FRG  | 9,7      |
| 4     | Walter Mahlendorf | FRG  | 9,9      |

Datum: 1. August
Wind: +5,0 m/s

### 220 Yards
| Platz | Athlet             | Land | Zeit (s) |
| ----- | ------------------ | ---- | -------- |
| 1     | David Jones        | GBR  | 21,3     |
| 2     | David Segal        | GBR  | 21,3     |
| 3     | Walter Mahlendorf  | FRG  | 21,4     |
| 4     | Karl-Heinz Naujoks | FRG  | 21,9     |

Datum: 2. August

### 440 Yards
| Platz | Athlet          | Land | Zeit (s) |
| ----- | --------------- | ---- | -------- |
| 1     | Carl Kaufmann   | FRG  | 47,0     |
| 2     | John Wrighton   | GBR  | 47,2     |
| 3     | Malcolm Yardley | GBR  | 47,6     |
| 4     | Manfred Kinder  | FRG  | 47,6     |

Datum: 1. August

### 880 Yards
| Platz | Athlet        | Land | Zeit (min) |
| ----- | ------------- | ---- | ---------- |
| 1     | Peter Adam    | FRG  | 1:50,0     |
| 2     | Paul Schmidt  | FRG  | 1:50,1     |
| 3     | Mike Rawson   | GBR  | 1:50,1     |
| 4     | Mike Blagrove | GBR  | 1:52,8     |

Datum: 2. August

### 1 Meile
| Platz | Athlet          | Land | Zeit (min) |
| ----- | --------------- | ---- | ---------- |
| 1     | Brian Hewson    | GBR  | 4:10,2     |
| 2     | Edmund Brenner  | FRG  | 4:10,5     |
| 3     | Friedel Stracke | FRG  | 4:12,7     |
| 4     | Ken Wood        | GBR  | 4:16,0     |

Datum: 1. August

### 3 Meilen
| Platz | Athlet           | Land | Zeit (min) |
| ----- | ---------------- | ---- | ---------- |
| 1     | Ludwig Müller    | FRG  | 13:31,6    |
| 2     | Bruce Tulloh     | GBR  | 13:32,0    |
| 3     | Kevin Gilligan   | GBR  | 13:33,6    |
| 4     | Alfred Kleefeldt | FRG  | 13:53,2    |

Datum: 1. August

### 6 Meilen
| Platz | Athlet        | Land | Zeit (min) |
| ----- | ------------- | ---- | ---------- |
| 1     | Stanley Eldon | GBR  | 28:18,6    |
| 2     | John Merriman | GBR  | 28:19,0    |
| 3     | Xaver Höger   | FRG  | 28:26,2    |
| 4     | Walter Konrad | FRG  | 29:10,4    |

Datum: 2. August

### 120 Yards Hürden
| Platz | Athlet       | Land | Zeit (s) |
| ----- | ------------ | ---- | -------- |
| 1     | Martin Lauer | FRG  | 13,7     |
| 2     | Vic Matthews | GBR  | 14,3     |
| 3     | Bert Steines | FRG  | 14,5     |
| 4     | Bob Birrell  | GBR  | 14,6     |

Datum: 1. August

### 440 Yards Hürden
| Platz | Athlet       | Land | Zeit (s) |
| ----- | ------------ | ---- | -------- |
| 1     | Helmut Janz  | FRG  | 51,6     |
| 2     | Chris Goudge | GBR  | 51,8     |
| 3     | John Metcalf | GBR  | 52,4     |
| 4     | Helmut Joho  | FRG  | 52,8     |

Datum: 2. August

### 3000 m Hindernis
| Platz | Athlet                | Land | Zeit (min) |
| ----- | --------------------- | ---- | ---------- |
| 1     | Heinz Laufer          | FRG  | 9:00,2     |
| 2     | Maurice Herriott      | GBR  | 9:00,8     |
| 3     | Wilhelm-Rüdiger Böhme | FRG  | 9:01,4     |
| 4     | D. G. Stearns         | GBR  | 9:15,8     |

Datum: 2. August

### 4 × 110 Yards Staffel
| Platz | Besetzung      | Land                                                           | Zeit (s) |
| ----- | -------------- | -------------------------------------------------------------- | -------- |
| 1     | BR Deutschland | Karl-Heinz Naujoks Martin Lauer Walter Mahlendorf Peter Gamper | 40,4     |
| 2     | Großbritannien | Peter Radford David Jones David Segal Nick Whitehead           | 40,6     |

Datum: 1. August

### 4 × 440 Yards Staffel
| Platz | Besetzung      | Land                                                      | Zeit (min) |
| ----- | -------------- | --------------------------------------------------------- | ---------- |
| 1     | BR Deutschland | Walter Oberste Otto Klappert Manfred Kinder Carl Kaufmann | 3:09,6     |
| 2     | Großbritannien | Peter Higgins Mike Rawson John Wrighton John Salisbury    | 3:09,8     |

Datum: 2. August

### Hochsprung
| Platz | Athlet               | Land | Höhe (m) |
| ----- | -------------------- | ---- | -------- |
| 1     | Theo Püll            | FRG  | 2,057    |
| 2     | Crawford Fairbrother | GBR  | 2,032    |
| 3     | Gordon Miller        | GBR  | 1,905    |
| 4     | Klaus Neufeldt       | FRG  | 1,850    |

Datum: 1. August

### Stabhochsprung
| Platz | Athlet           | Land | Höhe (m) |
| ----- | ---------------- | ---- | -------- |
| 1     | Klaus Lehnertz   | FRG  | 4,30     |
| 2     | Geoffrey Elliott | GBR  | 4,11     |
| 3     | Ian Ward         | GBR  | 4,11     |
| 4     | Horst Drumm      | FRG  | 4,11     |

Datum: 2. August

### Weitsprung
| Platz | Athlet             | Land | Weite (m) |
| ----- | ------------------ | ---- | --------- |
| 1     | Manfred Molzberger | FRG  | 7,48      |
| 2     | Gerhard Deyerling  | FRG  | 7,15      |
| 3     | David Whyte        | GBR  | 7,01      |
| 4     | D. Brigden         | GBR  | 6,82      |

Datum: 2. August

### Dreisprung
| Platz | Athlet          | Land | Weite (m) |
| ----- | --------------- | ---- | --------- |
| 1     | Hermann Strauß  | FRG  | 15,42     |
| 2     | Jörg Wischmeier | FRG  | 15,15     |
| 3     | Ken Wilmshurst  | GBR  | 15,03     |
| 4     | John Whall      | GBR  | 14,97     |

Datum: 1. August

### Kugelstoßen
| Platz | Athlet             | Land | Weite (m) |
| ----- | ------------------ | ---- | --------- |
| 1     | Hermann Lingnau    | FRG  | 17,28     |
| 2     | Karl-Heinz Wegmann | FRG  | 17,22     |
| 3     | Arthur Rowe        | GBR  | 17,10     |
| 4     | Mike Lindsay       | GBR  | 17,02     |

Datum: 1. August

### Diskuswurf
| Platz | Athlet         | Land | Weite (m) |
| ----- | -------------- | ---- | --------- |
| 1     | Mike Lindsay   | GBR  | 52,75     |
| 2     | Martin Bührle  | FRG  | 51,48     |
| 3     | E. A. Cleaver  | GBR  | 50,69     |
| 4     | Dieter Möhring | FRG  | 49,93     |

Datum: 2. August

### Hammerwurf
| Platz | Athlet          | Land | Weite (m) |
| ----- | --------------- | ---- | --------- |
| 1     | Mike Ellis      | GBR  | 62,89     |
| 2     | Hugo Ziermann   | FRG  | 56,50     |
| 3     | Willi Glotzbach | FRG  | 56,37     |
| 4     | W. Dixon        | GBR  | 54,24     |

Datum: 2. August

### Speerwurf
| Platz | Athlet         | Land | Weite (m) |
| ----- | -------------- | ---- | --------- |
| 1     | Hermann Rieder | FRG  | 73,29     |
| 2     | Heinrich Will  | FRG  | 72,78     |
| 3     | Colin Smith    | GBR  | 72,00     |
| 4     | Peter Cullen   | GBR  | 68,41     |

Datum: 1. August